# Mercedes-Benz O 305 GT
 (octobre 2023).
Le Mercedes-Benz O 305 GT est un type de trolleybus de Daimler-Benz. L’autobus articulé est basé sur la gamme d’autobus publics standard O 305 G et il est étroitement lié à la variante d’autobus Mercedes-Benz O 305 GTD, produit en parallèle. Le matériel électrique était fourni par BBC-Sécheron. La désignation de type GT signifie trolleybus articulé (Gelenk-Trolleybus en Allemand). Au total, cinq exemplaires du modèle discuté ici ont été produits en 1982 et 1983, et ils étaient répartis comme suit :
| Année | Nombre | Opérateur                      | Face avant                                | Numéros |
| ----- | ------ | ------------------------------ | ----------------------------------------- | ------- |
| 1982  | 3      | Trolleybus de Bergen           | Face avant d’autobus standard             | 328–330 |
| 1982  | 1      | Trolleybus d’essai de Solingen | Face avant d’autobus standard             | 82      |
| 1983  | 1      | Trolleybus de Kaiserslautern   | Face avant d’autobus interurbain standard | 137     |

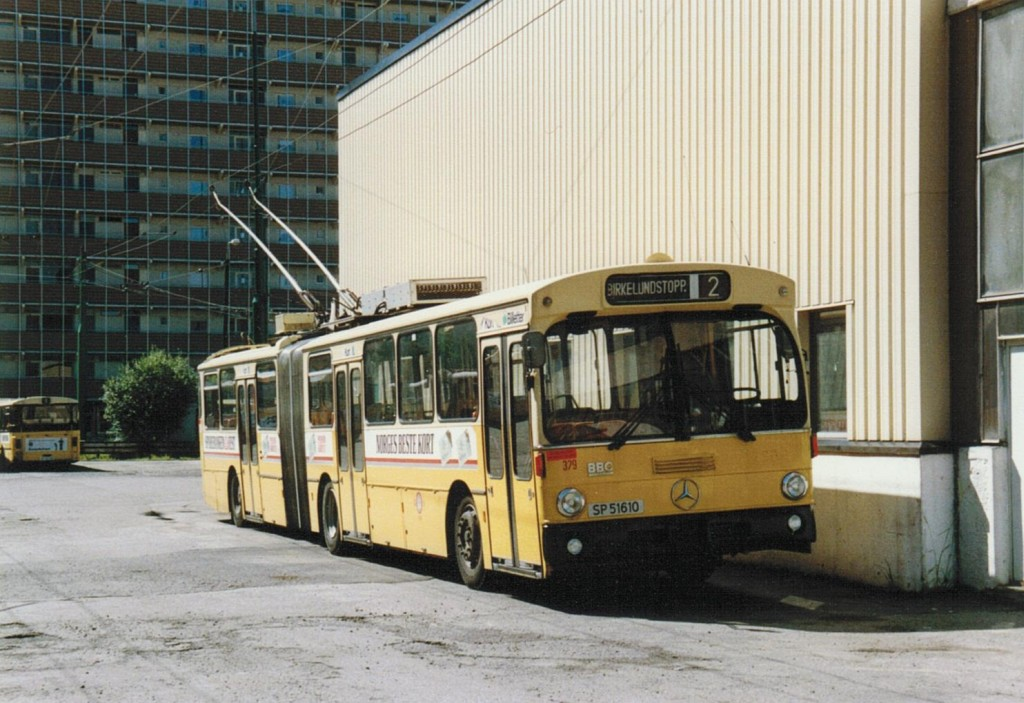
Véhicule 329 à Bergen, photo prise en 1989

Les trois véhicules de Bergen étaient carrossées par la société suisse FBW. Le véhicule d’essai 82 de Solingen a également été livrée à Kaiserslautern en 1982. Initialement conçu en tant que véhicule d’essai, il fut ensuite ajouté à la flotte régulière sous le numéro 136. En 1985, les véhicules 136 et 137 ont été transférés pour la première fois pour servir de trolleybus bâlois de la Basler Verkehrs-Betriebe (BVB), où ils ont été en service régulier entre l’automne 1986 et février 2000. Ils sont ensuite venus à Brașov en Roumanie, mais ils sont désormais tous deux mis au rebut.

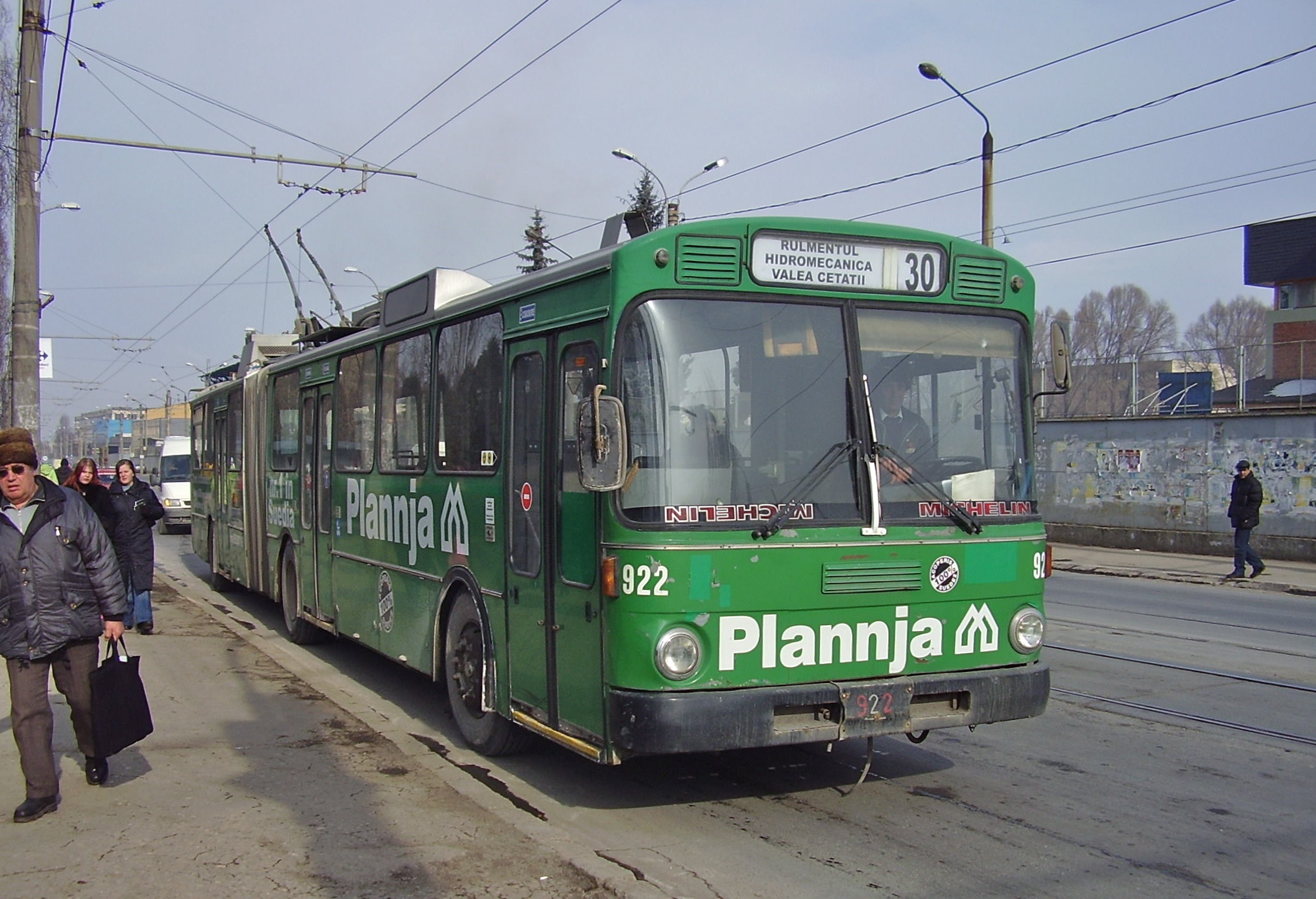
L’ancien véhicule 137 de Kaiserslautern à Brașov, en Roumanie, en 2006

À partir de 1986, Daimler-Benz a produit la gamme qui lui a succédé, l’O 405 GTZ, en se concentrant de plus en plus sur la production et le développement d’autobus à partir du milieu des années 1980.